# Vicoa vestita
Vicoa vestita là một loài thực vật có hoa trong họ Cúc. Loài này được (Wall. ex DC.) Ling mô tả khoa học đầu tiên năm 1965.